# Fattore attivante le piastrine
Il fattore attivante le piastrine (PAF, Platelet-Activating Factor) è un mediatore chimico dell'infiammazione.

## Caratteristiche
Deriva dal plasmalogeno, un fosfolipide etere la cui testa polare è rappresentata dalla colina e che lega in posizione C-1 del glicerolo una lunga catena idrocarburica mediante legame etere.
Il plasmalogeno viene utilizzato come substrato dalla fosfolipasi A2 che idrolizza il legame estere tra il C-2 del glicerolo e l'acido grasso.
Si forma un composto intermedio che è il precursore del PAF, il Liso-PAF che lega in posizione 2 del glicerolo un ossidrile (-OH).
Il Liso-PAF viene utilizzato come substrato da un'acetiltransferasi che trasferisce un gruppo acetilico in posizione 2 formando il PAF.
Il PAF viene rilasciato dai basofili, dei globuli bianchi presenti nel sangue. È un potente stimolatore dell'aggregazione piastrinica, inoltre esercita una serie di effetti sul sistema cardiovascolare (induce vasodilatazione) e sulla muscolatura liscia (contrazione della muscolatura liscia gastrointestinale, uterina e polmonare).
Il PAF ha effetto infiammatorio e vasoattivo su diversi organi, provocando un collasso della pressione arteriosa che può risultare letale per l'individuo. In esperimenti con animali modello e di controllo (knockout e wild-type) si è dimostrato che la lipossigenasi 5 media l'azione del PAF. Ciò ha implicazioni mediche in quanto se il PAF è rilasciato nei reni a seguito di vari stimoli provoca insufficienza renale acuta.